# Emilio Beauchy

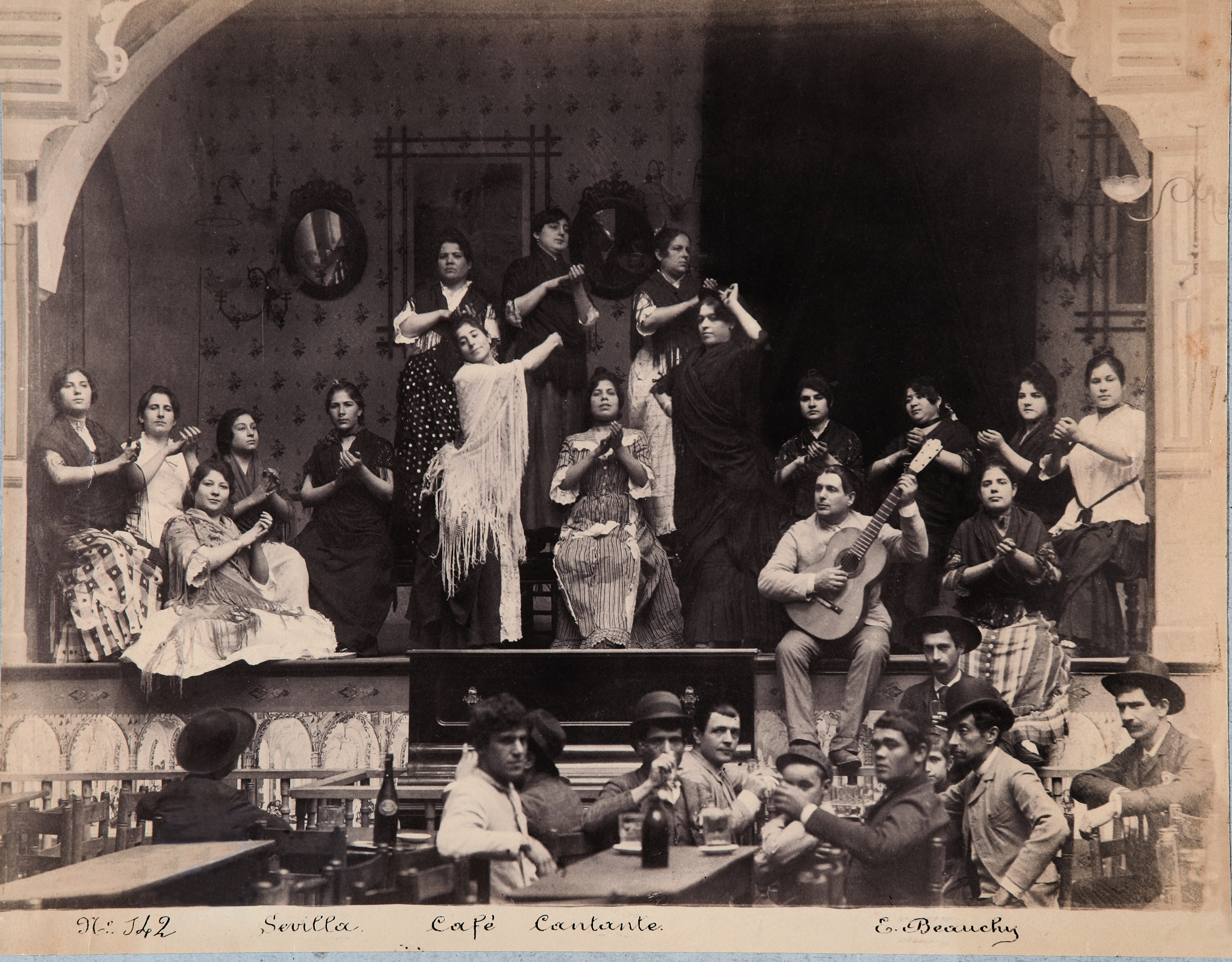
Emilio Beauchy, Café cantante, hacia 1885, copia a la albúmina

Emilio Beauchy (né en 1842 ou 1847 et mort à Séville en 1928) est un photographe  d'origine française, actif à Séville en Andalousie.

## Biographie
Appartenant à une famille de photographes, il  est considéré comme l'un des premiers photojournalistes espagnols. Son travail décrit l'Andalousie à la fin du XIXe siècle.